# Magistrats de la République romaine
Les magistrats de la République romaine sont des représentants élus par le peuple romain (Populus Romanus), une partie de celui-ci ou exceptionnellement nommés par un autre magistrat, afin de prendre en charge l'administration des affaires communes et d'assurer le bon fonctionnement du gouvernement. Ils sont investis de pouvoirs (imperium et potestas) à des degrés divers selon leur importance et leur mission.
On peut distinguer les magistrats du peuple, élus par l'ensemble du peuple réuni en comices, des magistrats de la plèbe (tribuns et édiles plébéiens), élus par une partie seulement du peuple, réunie en un concile plébéien. Parmi les magistrats du peuple, les magistrats ordinaires sont élus par une des deux principales assemblées du peuple, les comices centuriates ou les comices tributes. Les magistrats extraordinaires constituent une exception puisqu'ils ne sont pas directement élus par le peuple mais nommés par un autre magistrat. Par exemple, le dictateur est nommé par les consuls avec l’aval du Sénat.
Au début de la République, les magistrats, véritables héritiers du pouvoir royal dont ils sont déjà les garants en l'absence du roi sous la monarchie, cumulent tous les pouvoirs. La transition du régime monarchique au régime républicain n'est pas brutale et se fait progressivement. Les magistratures continuent de se développer et leurs pouvoirs d'évoluer durant toute la République. Toutes les magistratures romaines ne sont pas créées en même temps, certaines n'ont quasiment pas, voire jamais, coexisté. Elles forment un ensemble qui manque de cohérence et qui a été plus ou moins habilement intégré dans les institutions politiques romaines. Ce n'est qu'au début du IIe siècle av. J.-C. qu'est définie par la loi une organisation partielle des magistratures, qui entérine la succession et la hiérarchisation de certaines d'entre elles. Cette volonté organisatrice n'est finalement pas suffisante pour empêcher le régime républicain de s'effondrer.
Pour des articles plus généraux, voir Magistrats romains et Institutions de la République romaine.

## Pouvoirs des magistrats

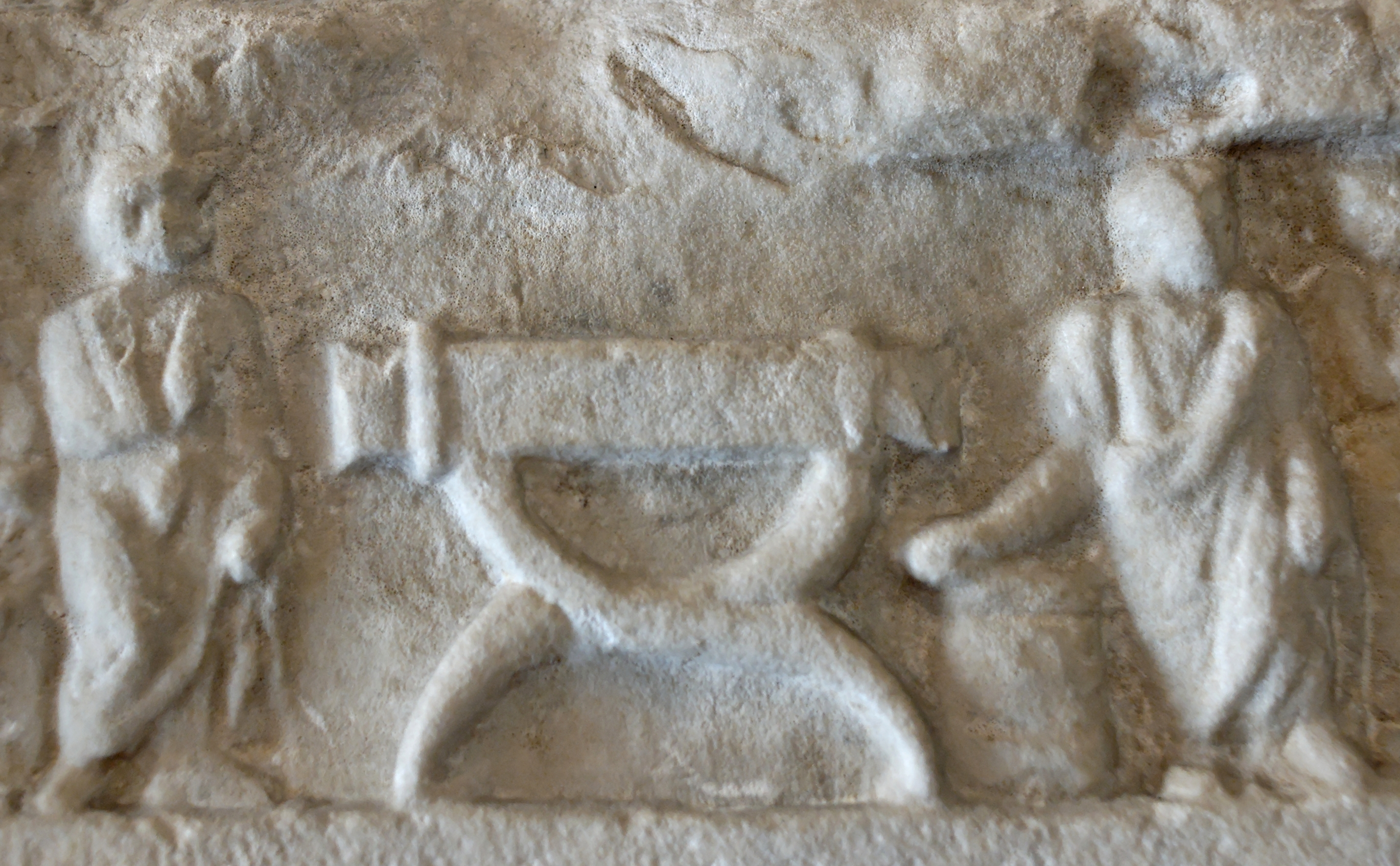
Une chaise curule, symbole du pouvoir des magistrats dits « curules », représentée sur un relief funéraire.

Le pouvoir des magistrats doit composer avec l'autorité (auctoritas) du Sénat et avec les assemblées du peuple (populus) qui votent les lois sur proposition des magistrats. Chaque magistrat républicain détient certains pouvoirs et droits (imperium et potestas) qui comprennent la coercitio et l'auspicia. Ces pouvoirs sont équilibrés par plusieurs contraintes, comme la collégialité (collega), le droit des citoyens d’en appeler au peuple (provocatio) et un partage des pouvoirs entre magistrats d'un même collège (provincia). Pour les plus anciennes magistratures, il est difficile de cerner exactement la nature des pouvoirs qu'elles confèrent. Il existe des textes précis qui définissent les pouvoirs de magistratures créées après le IIIe siècle av. J.-C., mais pour les magistratures antérieures, plus prestigieuses, les définitions sont moins claires, le droit romain ayant considérablement évolué entre-temps.

### Hiérarchisation des magistrats
Tous les magistrats ne détiennent pas les mêmes droits et pouvoirs et ne sont pas soumis aux mêmes restrictions. Dans les limites de la ville de Rome, les pouvoirs des magistrats sont très limités et leurs restrictions importantes, l'équilibre entre les pouvoirs et leurs limitations penche en faveur de la retenue. À l'extérieur de Rome par contre, les pouvoirs des magistrats sont quasiment illimités. Les différentes magistratures peuvent être hiérarchisées en fonction du niveau de pouvoir qu'elles confèrent. Les magistrats avec plus de pouvoir surpassent ceux qui en ont moins. Toutefois, l'établissement d'une telle hiérarchie est malaisée, les relations entre magistratures étant en constante évolution. Ainsi, selon un texte législatif de la fin du IIe siècle av. J.-C., c'est le dictateur, magistrat extraordinaire, qui possède plus de pouvoirs que n’importe quel autre magistrat. Viennent ensuite le consul, le préteur, le maître de cavalerie, le censeur, l'édile, le tribun de la plèbe puis le questeur. Mais de nombreuses magistratures sont omises, qu'on retrouve dans une autre liste partielle de Varron qui cite en premier le dictateur puis le consul, le préteur, le tribun de la plèbe, l'interroi et le préfet de la ville.
Chaque magistrat peut seulement bloquer une action prise par un magistrat de rang égal ou inférieur au sien. Par conséquent, aucun magistrat ne peut s’opposer par son veto aux décisions du Sénat ou des assemblées. Si cette obstruction se produit entre deux magistrats de même rang (deux préteurs par exemple), c'est une opposition par potestas. Cette forme d'obstruction diffère du veto, c'est en fait une opposition pure et simple. Pour éviter les blocages, les magistrats utilisent le principe de l'alternance, répartissant les responsabilités par tirage au sort, par l'ancienneté, ou donnant à certains magistrats le contrôle (provinciae) sur certaines fonctions. C'est la raison pour laquelle, par exemple, chaque consul tient les fasces pour un mois, puis les rend à son collègue le mois suivant, et ainsi de suite. Si un magistrat s'oppose à l'action d'un magistrat ayant moins de pouvoir (comme un consul agissant contre un préteur), il utilise son droit d'intercessio. Dans ce cas, le magistrat oppose son pouvoir supérieur (maior potestas) pour annuler les actes du magistrat de rang inférieur.

### Imperium

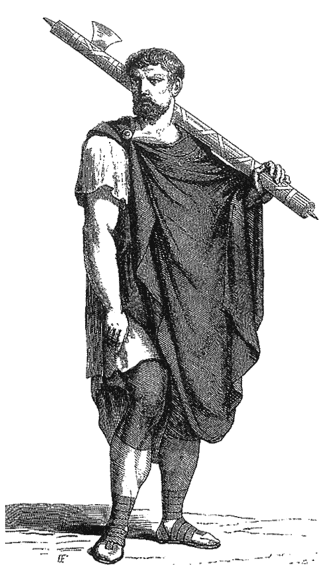
Licteur portant un faisceau.

Le plus important des pouvoirs des magistrats est l'imperium. C'est un pouvoir très fort qui s'applique dans les domaines civils, militaires, juridictionnels et coercitif. Il implique le droit de prendre les auspices (auspicia). Il est conféré par le peuple par le biais d'une loi (lex de imperio) aux consuls et aux préteurs.
Dans les faits, l'imperium est souvent associé à l’autorité nécessaire conférée à un magistrat pour commander une force militaire. Le magistrat ne dispose d'un imperium plein et entier que lorsqu'il se trouve à l’étranger. En effet, si le magistrat se trouve en personne dans la ville de Rome, il peut avoir à abandonner complètement son imperium. En privant tous les magistrats de leur imperium dans Rome, la liberté (libertas) de chacun est assurée tandis que le risque de tyrannie est réduit.
Les magistrats cum imperio s'assoient sur une chaise curule (sella curulis). Ils sont accompagnés par des licteurs, qui sont leurs gardes du corps et les porteurs des fasces. Seul un magistrat cum imperio peut porter une toge particulière ou encore se voir accorder un triomphe.

### Potestas
Tous les magistrats disposent du droit de prendre des décisions (ius edicendi), conféré lors de leurs élections. Cette potestas se traduit par l'émission d'édits, l'intervention dans certaines juridictions et un pouvoir de contrainte (coercitio). Les tribuns de la plèbe, qui ne disposent pas de l'imperium, fondent tous leurs poids politiques sur une forme de potestas qui diffère à l'origine de celle des magistrats inférieurs. La capacité de bloquer les actions des autres magistrats qu'elle confère leur donne une influence considérable sur la politique romaine.

### Coercitio
Le droit de coercitio complète la potestas des magistrats puisqu'il leur permet de faire respecter les décisions qu'ils ont prises. Ce droit de contrainte est utilisé pour maintenir l’ordre public par de nombreux moyens comme la flagellation (jusqu'à ce qu'elle soit proscrite par les leges Porciae), l'emprisonnement (seulement pour de courtes périodes), les amendes, la prise de promesses et de serments, la mise en esclavage, l'exil, la destruction des biens de la personne et parfois la peine capitale. Le droit de coercition des consuls est symbolisé par les faisceaux que portent les licteurs et qui sont utilisés lors de l'exécution d'une peine capitale : le condamné est d'abord battu avec les faisceaux servant de verges puis il est décapité avec la hache qui y est fixée, selon la procédure de securi percussio.

### Auspicium

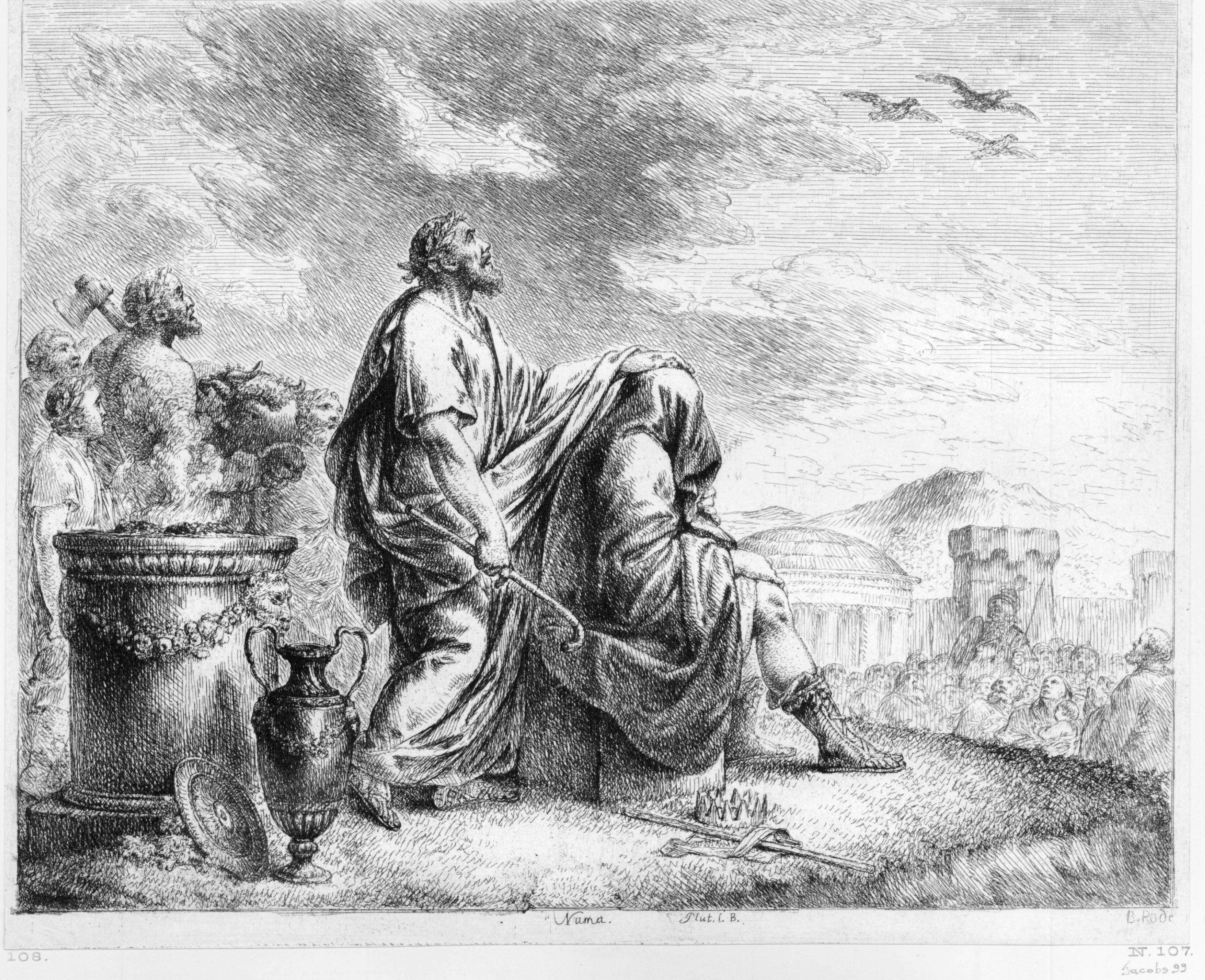
Un augure analyse le vol des oiseaux.

Les magistrats ont à la fois le pouvoir et le devoir de prendre les auspices (auspicia), c'est-à-dire de consulter la volonté des dieux par le biais de présages, un évènement compris comme un signe divin. Les auspices peuvent être utilisées pour faire obstruction aux ennemis politiques. En déclarant avoir été témoin d’un présage, un magistrat peut justifier sa décision de mettre fin à une réunion d’une assemblée ou du Sénat, ou sa décision de bloquer l'action d'un collègue.
Tous les magistrats supérieurs (les consuls, préteurs, censeurs et aussi les tribuns de la plèbe) doivent rechercher activement les présages (auspicia impetrativa). Le simple fait de déclarer avoir vu un présage (auspicia oblativa) n'est généralement pas suffisant. Les présages peuvent être découverts en étudiant le vol des oiseaux ou les entrailles d'animaux sacrifiés. Quand un magistrat estime avoir été témoin d'un présage, il fait appel à un augure, spécialiste de l'interprétation des présages. Un magistrat doit chercher des présages avant de présider une réunion du Sénat ou d'une assemblée concernant un texte législatif ou encore avant de partir en guerre.

## Limites des pouvoirs des magistrats
Les magistrats romains doivent respecter quelques restrictions à leurs pouvoirs qui assurent l'équilibre politique du gouvernement. Parmi ces restrictions, les principales sont la collega, la provincia et la provocatio. Elles n'apparaissent pas toutes dès le début de la République et leur application dépend de l'endroit où se trouve le magistrat. Par exemple, dans les limites de la ville de Rome, la collega et la provocatio sont incontournables mais quand le magistrat se trouve à l'extérieur de la ville, seule la provincia demeure appliquée. Un dernière restriction aux pouvoirs des magistrats tient dans le fait qu'ils exercent des mandats limités dans la durée, généralement à une année.

### Collega
Quasiment toutes les magistratures sont détenues par au moins deux personnes. Les seules exceptions sont l'interrègne, mais il s'agit d'une magistrature intérimaire, et la dictature, celle-ci étant justement établie pour rétablir temporairement un commandement unique. Cette règle quasi-générale de collégialité peut s'expliquer par l'accroissement des missions des magistrats et la multiplication des provinces dont la gestion nécessite un nombre accru de magistrats. Cicéron évoque une autre raison plus politique : il s'agirait d'éviter un retour à la tyrannie en ne concentrant pas tous les pouvoirs entre les mains d'un seul magistrat,.
Chaque magistrat détient la totalité des pouvoirs que confère la magistrature qu'ils occupent. Il peut donc s'opposer à son collègue et bloquer ses actions en usant de son droit de prohibitio ou de son droit d'intercessio.

### Provincia
Les membres d'un même collège ne sont pas obligés d'agir collectivement et il en résulte dans les faits une répartition des tâches entre chaque membre. La provincia représente l'ensemble des charges attribuées à un des membres d'un collège. La répartition peut se faire par divers moyens, à l'amiable, par tirage au sort, ou elle peut être définie dès les élections.
Par exemple, les gouverneurs de provinces ont chacun un pouvoir suprême sur leur province. En suivant le principe de la provincia, ces gouverneurs ne peuvent amener leur armée dans une autre province.

### Mandat annuel
Toutes les magistratures, excepté la dictature et l'interrègne, sont annuelles. Une fois que le mandat annuel d’un magistrat expire, il doit attendre dix ans avant de pouvoir se présenter de nouveau à la même magistrature. Comme cela crée des problèmes pour certains magistrats (en particulier les consuls et préteurs), leur imperium peut être occasionnellement « prorogé ». Ils détiennent alors les mêmes pouvoirs (comme promagistrat) sans occuper officiellement la magistrature. En pratique, ils agissent comme gouverneurs provinciaux.

### Provocatio
La provocatio, forme primordiale du droit d'appel et précurseur du principe moderne de l'habeas corpus qui apparaît au Moyen Âge, est une restriction du droit de coercition des magistrats dans le cas où ces derniers appliquent une coercition capitale. Tout citoyen de Rome soumis à la coercition capitale d'un magistrat supérieur peut alors en appeler au peuple (provoco ad populum) par l'intermédiaire des comices. Le magistrat ne peut rien intenter contre le citoyen tant que les comices n'ont pas donné leur décision sur l'affaire.
La première loi de provocatione dont l'authenticité n'est pas remise en doute date de 300 av. J.-C. La procédure continue d'évoluer par la suite, devenant garante de la liberté des citoyens et constituant une limite à l'usage du pouvoir de coercition (coercitio) des magistrats supérieurs. Toutefois, cette protection contre un usage abusif du droit de coercition capitale se limite d'abord aux limites de la ville de Rome, le pouvoir de coercition du magistrat demeure absolu à l'extérieur.

## Les magistratures républicaines

### Magistratures du peuple

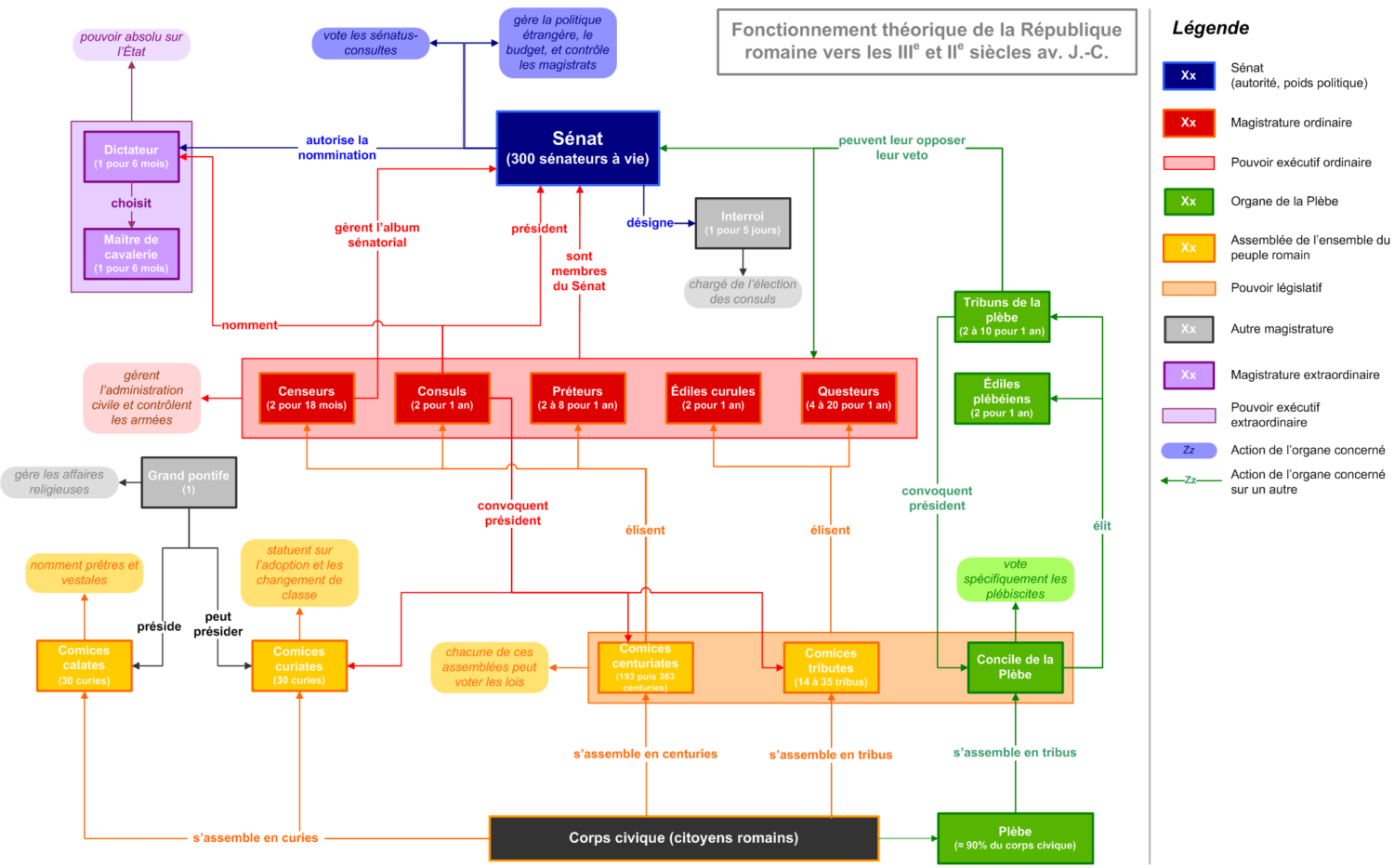
Fonctionnement théorique de la République romaine entre le et le

Par définition, un magistrat (magistratus) est un individu qui est élu par le peuple de Rome (Populus Romanus). À ce titre, ils sont considérés comme étant des représentants de tout le peuple de Rome. Chaque magistrat acquiert un degré de pouvoir (maior potestas). Celui qui en détient le plus est le dictateur, suivi ensuite du censeur, du consul, du préteur, de l'édile et enfin du questeur.

#### Magistratures ordinaires

##### Censure
Selon la tradition, la censure est créée en 443 av. J.-C. pour que les consuls puissent déléguer certaines de leurs missions, essentiellement celles liées au recensement, afin d'avoir plus de temps à consacrer pour les préparatifs des campagnes militaires. Les missions et pouvoirs des censeurs évoluent tout au long de la République et atteignent leur apogée vers la fin du IIIe siècle av. J.-C..
Deux censeurs sont élus tous les cinq ans, ce qui correspond à un lustrum, pour un mandat de dix-huit mois seulement. Il y a donc durant ces cinq années une période sans qu'il n'y ait de censeurs en fonction, sauf si les missions des censeurs ne sont pas achevées, notamment en matière de construction, auquel cas les censeurs sont autorisés à rester en fonction jusqu'aux élections censoriales suivantes. En général, les censeurs élus sont de rang consulaire, ainsi la censure est considérée comme la plus prestigieuse des magistratures ordinaires,. Bien que la magistrature soit ouverte aux plébéiens en 339 av. J.-C., la plupart des censeurs sont patriciens.
Après leur élection, les censeurs se voient attribuer les pouvoirs censoriaux par les comices centuriates qui votent une lex potestate de censoria. Ces pouvoirs ne comprennent pas l'imperium, les censeurs ne peuvent donc pas convoquer le Sénat, ni aucune assemblée. Ils possèdent des chaises curules et portent la toge prétexte mais ne détiennent aucun faisceau (fasces) et ne sont pas accompagnés de licteurs. Comme ils occupent théoriquement un rang plus élevé que les consuls, et donc plus élevé que toutes les magistratures ordinaires, leurs décisions ne peuvent être bloquées que par le veto d’un autre censeur ou par celui des tribuns de la plèbe mais le droit de ces derniers demeure purement théorique. Les censeurs ne sont pas tenus d'agir ensemble, ils peuvent par exemple condamner à une amende sans en référer entre collègues. Par contre, un censeur a besoin de l'accord de son collègue pour réduire le statut d'un citoyen lors du recensement.
Durant leur mandat, les censeurs doivent procéder au recensement de la population romaine et des biens des personnes (census). Cette procédure leur permet de répartir la population dans les différentes centuries et d’intégrer ou d'expulser des citoyens des ordres sénatoriaux et équestres. La censure peut infliger des amendes ou même vendre les biens d'un citoyen comme lorsque celui-ci s'est soustrait au cens ou à tenter de le frauder. Un censeur peut aussi réassigner un citoyen dans une autre tribu, comme l'une des deux tribus urbaines inférieures (l'Esquilina ou la Suburana). Une peine peut être accompagnée d'une note censoriale (nota censoria), qui est une marque apposée à côté du nom d'une personne dans le registre. Vers la fin de la République, la lex Clodia permet à un citoyen de faire appel d'une nota censoriale. La gestion du recensement permet aux censeurs de collecter des informations concernant la vie privée des citoyens ce qui les amène à être investis de la cura morum. Ils peuvent dès lors agir contre l'un d'entre eux s'ils le jugent coupable de diverses fautes morales, comme la lâcheté ou la banqueroute.
Une fois le recensement terminé, les censeurs accomplissent une cérémonie de purification connue sous le nom de lustrum. Cette cérémonie religieuse, qui agit comme une certification du recensement récemment achevé, implique généralement des prières pour les cinq prochaines années. Une fois la cérémonie du lustrum terminée, les censeurs passent en revue les equites (recensus ou recognitio equorum) sur le Forum Romanum et appliquent les changements effectués à l'album sénatorial (lectio senatus).
Les censeurs s'occupent également de la gestion des contrats publics et du paiement des individus ayant un contrat de travail avec l'État. Néanmoins, tout acte qui aboutit à une dépense de l'argent public exige l'approbation du Sénat avant que la transaction puisse être effectuée par les censeurs.

##### Consulat et tribunat consulaire

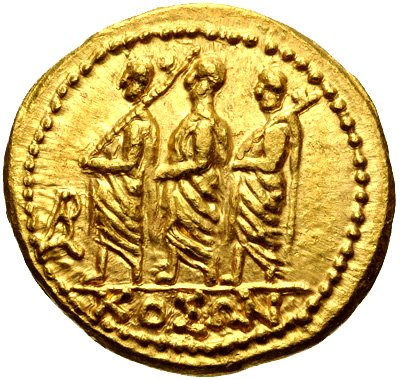
Un consul, au centre, accompagné de deux licteurs portant les fasces.

Le consul de la République romaine est le magistrat ordinaire qui détient le plus haut niveau d'imperium, ce qui le place à la tête du gouvernement romain. À la fin de la République, les consuls ont autorité sur tous les autres magistrats, excepté les tribuns de la plèbe. Au nombre de deux, les consuls sont élus par les comices centuriates pour un mandat d'une année. Si un consul meurt durant son mandat ou est dans l'incapacité de le mener à terme, un autre consul, qualifié de suffectus, est élu pour le remplacer. Quand leur mandat arrive à leur terme, les anciens consuls obtiennent le titre honorifique de consulaire (consulare) pour le reste de leur vie, leur accordant une place privilégiée au Sénat. En théorie, un consul doit attendre dix ans avant de se représenter au consulat.
Afin de prévenir les conflits entre les deux consuls et les blocages politiques que pourrait entrainer l'opposition d'un consul par potestas à l'encontre de son collègue, chaque consul détient alternativement un pouvoir supérieur par rapport à son collègue. Ce surplus de pouvoir est échangé tous les mois. Le consul qui a le plus de pouvoir pour un mois donné détient les faisceaux (fasces). C'est lui qui préside le Sénat. Le consul qui détient en premier les fasces (le premier mois du mandat) est connu sous le nom de consul prior ou consul maior.
Les consuls détiennent un imperium qui s'applique à la fois dans le domaine civil (imperium domi) et dans le domaine militaire (imperium militiae). Dans le domaine civil, les consuls prennent en charge la gestion du gouvernement. Ils doivent mettre en vigueur les lois promulguées par les assemblées et le Sénat qu’ils président. Les consuls président également les comices tributes, les comices centuriates et les comices curiates. Ils sont les chefs de la diplomatie et doivent faciliter les échanges entre les ambassades étrangères et le Sénat.
En ce qui concerne le domaine militaire, les consuls se chargent de mobiliser l'armée sur ordre du Sénat. Si les consuls commandent les armées levées, ils sont tout de même dépendant du Sénat qui leur accorde les ressources financières nécessaires à la poursuite des campagnes. Les légions qu'un consul mobilisent lui prêtent serment. À partir du moment où le consul a quitté Rome à la tête de son armée, son autorité est quasi absolue : il a un pouvoir total sur ses soldats, ainsi que sur l'administration civile et militaire de la province où il se trouve.
Le consulat est temporairement remplacé par une nouvelle magistrature entre 444 et 367 av. J.-C. : le tribunat militaire à pouvoir consulaire. Après 367 av. J.-C., le consulat est définitivement rétabli. En 52 av. J.-C., plus de trois siècles après que cette magistrature est tombée en désuétude, Caton d'Utique propose de nommer de nouveau des tribuns militaires à la place des consuls mais sa proposition n'est pas appliquée.

##### Préteur
Les préteurs sont élus par les comices centuriates sous la présidence d'un consul pour un mandat annuel. Détenant dans un premier temps un imperium domi et militiae, ils peuvent commander une armée. Leur niveau d'imperium, cependant, est inférieur à celui des consuls. Ils peuvent néanmoins diriger une province en tant que gouverneur. Le préteur urbain (praetor urbanus) peut aussi présider les comices tributes, les comices centuriates ou même le Sénat si les deux consuls sont hors de Rome. Les préteurs sont accompagnés par deux licteurs à Rome et six en province.
Avant les réformes de Sylla, les préteurs sont chargés de l'administration des lois civiles et du commandement des armées dans les provinces. Ils deviennent les chefs des tribunaux et les gardiens du droit civil. Le nombre de préteurs élus augmentent tout au long de la République, passant de deux préteurs au milieu du IIIe siècle av. J.-C. à huit sous Sylla puis seize sous César. Après les réformes syllaniennes, les préteurs perdent leur imperium militiae et ne gardent que des compétences judiciaires à Rome durant leur mandat. Ils peuvent être ensuite prorogés à la tête d'une province avec le titre de propréteurs,.

##### Édilité curule
Les édiles sont des magistrats qui s’occupent des affaires domestiques dans Rome. Ils assistent typiquement les magistrats supérieurs, spécialement les tribuns. La magistrature est dans le Cursus honorum, et par conséquent marque le début d'une carrière politique. Chaque année, deux édiles curules sont élus ainsi que deux édiles plébéiens. Les comices tributes, sous la présidence d’un magistrat à imperium (généralement un consul ou un préteur), élisent deux édiles curules pour un mandat annuel. Bien que les édiles curules ne détiennent pas de faisceaux (fasces), ni n'ont de licteurs, et donc pas de pouvoir de cœrcition, ils occupent une chaise curule. Le concile plébéien, sous la présidence d'un tribun, élit les deux édiles plébéiens.
Ils bénéficient de larges pouvoirs concernant les affaires quotidiennes dans la ville de Rome, ainsi que le maintien de l'ordre dans Rome. Ils gèrent les marchés, les spectacles et les jeux. Ils s’occupent également de la conservation des bâtiments tels que les temples, les aqueducs et les égouts. Ils gardent aussi les dossiers plébéiens et publient des édits.

##### Questure
La magistrature de la questure existe peut-être dès l'époque royale mais le terme paraît devenir officiel à partir de 446 av. J.-C.. Après l'établissement du cursus honorum, la questure est considérée comme la magistrature de rang le plus bas et constitue le point de départ d'une carrière politique puisque depuis Sylla, elle donne accès au Sénat. Les questeurs sont élus par les comices tributes présidée par un consul pour un mandat annuel. Leurs nombres ne cessent d'augmenter au cours de la République. On compte dix questeurs au début du IIe siècle av. J.-C., vingt sous la dictature de Sylla puis quarante sous César.
Les questeurs assistent les consuls dans Rome et les gouverneurs de provinces. Leurs tâches sont souvent d’ordre financier. La répartition des pouvoirs des questeurs est supervisée par le Sénat. Les questeurs urbains ont plusieurs responsabilités importantes : ils supervisent le trésor public (aerarium Saturni), ils suivent toutes les dépenses et les recettes du trésor et publient les soldes disponibles de la trésorerie. Les questeurs ne peuvent utiliser l'argent public que pour un but particulier déterminé par le Sénat.
Les magistrats qui partent pour les provinces choisissent souvent des questeurs pour les accompagnent à l'extérieur. Ceux qui servent les magistrats hors de Rome agissent souvent comme des secrétaires qui gèrent la comptabilité financière. Ils sont donc responsables de la répartition de l'argent, y compris de la solde militaire.

#### Magistratures extraordinaires

##### Dictature

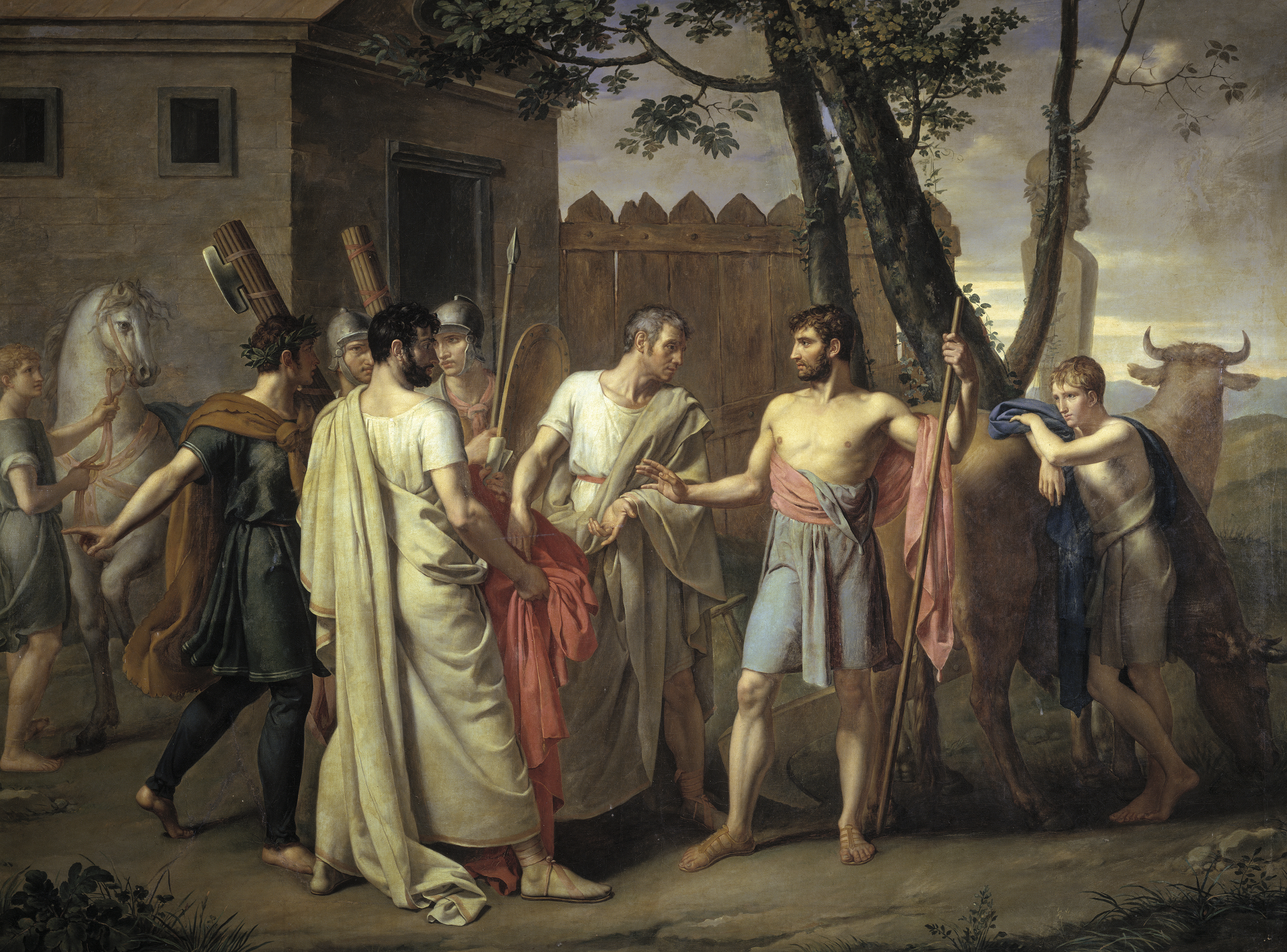
Les consuls, accompagnés de licteurs, proposent la dictature à Cincinnatus.

En temps de guerre, lors de circonstances critiques pour la République romaine, un dictateur est nommé pour six mois. Le dictateur est aussi connu sous le nom de magister populi (« Maître de l'armée citoyenne »). Pendant son mandat, ses pouvoirs sur le gouvernement romain sont absolus. Il n'est pas surveillé par les institutions ou les magistrats. Les historiens contemporains suggèrent que la magistrature n'est pas seulement un objectif militaire. Alors que Cicéron et Tite-Live mentionnent l'utilisation militaire de la dictature, d'autres comme Denys d'Halicarnasse la signale à des fins de maintien de l'ordre. Elle est également utilisée pendant les périodes de troubles plébéiens.
Le gouvernement est dissous après que le Sénat a promulgué un senatus consultum ultimum, autorisant les consuls à nommer un dictateur, qui devient alors le maître absolu de l’État pour six mois maximum. La dictature est souvent présentée comme hiérarchiquement supérieure aux autres magistratures mais techniquement, son instauration supprime les règles habituelles et les autres magistratures ordinaires lui deviennent subordonnées le temps que dure la dictature. Le dictateur prend le pouvoir immédiatement et nomme un maître de cavalerie (magister equitum) agissant comme son principal lieutenant. Souvent, le dictateur se retire dès que le problème justifiant sa nomination est résolu, restaurant par là même le gouvernement tel qu’il était avant son arrivée.
Le dernier dictateur conventionnel est nommé en 202 av. J.-C. Après cette date, les cas d’extrême urgence sont gérés par le passage d’un senatus consultum ultimum, qui suspend le gouvernement civil et déclare videant consules ne res publica detrimenti capiat, c'est-à-dire « que les consuls veillent à ce que la République ne subisse aucun dommage ». Cet abandon de la dictature peut s'expliquer par une série de lois ratifiées au cours du IIIe siècle av. J.-C. et permettant un contrôle du pouvoir dictatorial. De plus, en 217 av. J.-C., une loi donne aux assemblées populaires le droit de nommer les dictateurs, éliminant alors le monopole que l’aristocratie détient sur ce pouvoir. La dictature réapparaît sous une forme très différente en 82 av. J.-C. lorsque Sylla est investi des pouvoirs dictatoriaux par le biais de la Lex Valeria.
Durant une dictature, les magistrats ordinaires (comme les consuls et les préteurs) conservent leurs magistratures. Cependant, leur indépendance est dissoute, et ils deviennent des agents du dictateur. S'ils désobéissent au dictateur, ils peuvent être contraints à démissionner. Le dictateur est accompagné par vingt-quatre gardes du corps, appelés licteurs. Les vingt-quatre fasces symbolisent les pouvoirs du dictateur. Alors que le dictateur peut ignorer le droit de provocatio, ce droit existe techniquement pendant le mandat du dictateur.

##### Maître de cavalerie
Chaque dictateur nomme un magister equitum, ou « maître de cavalerie », pour servir comme son plus haut lieutenant. Le maître de cavalerie a l'autorité équivalente à un préteur, et par conséquent détient l’imperium prétorien. Souvent, quand le Sénat décide de la nomination d'un dictateur, il spécifie aussi qui sera le maître de cavalerie. Il est accompagné par six licteurs. À de nombreux égards, il fonctionne davantage comme un magistrat parallèle (comme un co-consul inférieur, qui ne détiendrait pas les fasces), puisqu'il est un subordonné direct.
Chaque fois que le mandat d'un dictateur prend fin, le mandat du maître de cavalerie prend fin aussi. Légalement, le dictateur est considéré comme le « maître de l'infanterie » (et donc des légions), alors que le maître de cavalerie (comme son nom l'implique) est considéré comme le « maître de la cavalerie ».

##### Interroi
Il n'est pas bien établi si l'interroi a un imperium. Quoi qu'il en soit, aucun interroi n'a jamais pris le commandement d'une armée.

##### Décemvirat à pouvoir consulaire
...

##### Second triumvirat
Contrairement aux triumvirs du Premier triumvirat, les triumvirs de 43 av. J.-C., qualifiés de « constituants », sont considérés comme des magistrats.

### Magistratures de la plèbe
Les tribuns de la plèbe et les édiles plébéiens ne sont élus que par les plébéiens, plutôt que par tout le peuple de Rome. Ils sont parfois qualifiés de magistratus plebeii bien que ce terme soit techniquement une contradiction. Comme ce ne sont pas à proprement parler des magistrats, ils ne sont pas concernés par la répartition des « pouvoirs majeurs ». En général, cela fait d’eux des magistrats indépendants des autres et c’est la raison pour laquelle, par exemple, ils ne peuvent voir leurs actes bloqués par le veto des consuls. Pour faire obstruction aux magistrats, aux assemblées ou au Sénat, les tribuns de la plèbe utilisent le statut sacrosaint de leur personne (sacrosanctus) qui fait que la moindre agression, physique ou verbale, envers un tribun est considérée comme une offense capitale.

#### Tribunat plébéien
Le tribunat de la plèbe est à l'origine une création unilatérale des plébéiens qui cherchent à se protéger de l'arbitraire du pouvoir consulaire. Il faut attendre 471 av. J.-C. et la promulgation de la Lex Publilia pour que le tribunat plébéien soit reconnu par le patriciat, lorsque les élections des tribuns sont officiellement confiées aux comices tributes. Les tribuns étant considérés comme l’incarnation de la plèbe, ils bénéficient d'un statut sacrosaint, renforcé par le serment prononcé par les plébéiens entre 494 et 493 av. J.-C. Une conséquence de ce serment se traduit par le fait qu’il est considéré comme une offense capitale d’agresser un tribun, d’ignorer son veto ou de contrecarrer ses actions. La sacrosainteté du tribun ainsi que tous ses pouvoirs tribunitiens (tribunicia potestas) ne prennent effet que si le tribun se trouve en personne à Rome. Si celui-ci quitte Rome, les plébéiens ne peuvent plus appliquer leur serment. Les membres du collège de tribun sont élus par les comices tributes présidées par un des tribuns en fonction, l'assemblée est alors qualifiée de concile plébéien, les patriciens étant exclus de la procédure électorale. Les tribuns sont donc habilités à ouvrir et clore des séances, et dispose du droit de rogatio, c'est-à-dire qu'ils peuvent introduire des affaires et proposer des projets de loi devant le concile,.
Le tribunat de la plèbe n'entre techniquement pas dans la hiérarchisation des magistratures étant donné qu'il ne peut pas être considéré comme supérieur ou inférieur à une autre magistrature ordinaire. Les pouvoirs des tribuns sont définis par deux termes : l'auxilium, droit de porter secours à tout citoyen, et la prohibitio, droit d'empêcher l'action d'autres magistrats. Grâce à leur statut sacrosaint, les tribuns peuvent en effet faire valoir leur droit d'intercessio contre n'importe quel magistrat ordinaire. Ils peuvent intervenir lorsqu'un individu est maltraité, comme lors d’une arrestation par les licteurs, ou pour ordonner l’application de la peine capitale contre un individu qui se serait mis en travers de leur route. Les tribuns peuvent s’interposer physiquement (intercessio) contre un magistrat, le Sénat ou une assemblée, cette action ayant le même effet qu’un veto. Si un magistrat, le Sénat ou une assemblée refusent de respecter le veto d’un tribun, ce dernier peut user de la sacrosainteté comme protection et les forcer physiquement à s’y conformer. Alors qu'un tribun peut mettre son veto à tout acte du Sénat, des assemblées ou des magistrats, il ne peut seulement s'opposer à l'acte, plutôt qu'à la mesure. Par conséquent, il doit être physiquement présent quand l'acte se produit. Dès que le tribun n'est plus présent, l'acte peut être complété comme s'il n'y a jamais eu de veto. Dans de rares occasions, comme lors du débat autour des lois licinio-sextiennes ou lors du tribunat des Gracques, un tribun peut utiliser une forme d'obstruction globale. Il s'agit d'un veto dirigé contre toutes les fonctions gouvernementales et contre tout acte concernant la trésorerie publique.

#### Édilité plébéienne
À l’origine, la seule tâche d’un édile plébéien est d’assister un tribun de la plèbe. Néanmoins, au fil des ans, la distinction entre édile plébéien et édile curule finit par disparaître.

### Promagistratures
...

### Magistratures subalternes

#### Triumvirat agraire
...

#### Tribunat militaire
Les tribuns militaires des quatre premières légions, au nombre de 24 (six par légions), sont considérés comme des magistrats depuis au moins 123 av. J.-C., date à laquelle ils sont cités pour la première fois comme tels. Ils sont élus par les comices tributes depuis 217 av. J.-C. pour un mandat d'une année Ils prennent le commandement d'une des six cohortes de légionnaires et disposent d'une certaine juridiction disciplinaire et pénale sur les soldats.

#### Préfet de la ville
...

#### Vigintisexvirat
Le vigintisexvirat se compose de vingt-six magistrats répartis en six sous-collèges dont quatre font partie du vigintivirat. Ces magistratures permettent aux jeunes gens issus de l’ordre équestre qui ont achevé leurs années de service militaire de se préparer à l’exercice des magistratures du cursus honorum, la première d'entre elles étant la questure pour laquelle l'âge minimum requis est de vingt-huit ans.
- Duoviri viis ex urbe purgandis, collège de deux hommes chargé de l'entretien des routes en dehors de Rome ;
- Quatuorviri iure dicundo, collège de quatre juges chargés des procès dans les villes de Campanie ;
- Tresviri monetales, collège de trois hommes qui surveille la frappe des monnaies ;
- Tresviri capitales ou tresviri nocturni, collège de trois hommes chargés de la police nocturne de Rome ;
- Quatuorviri viis in urbe purgandis, collège de quatre hommes chargés de l'entretien des rues de Rome ;
- Decemviri stlitibus iudicandis, collège de dix juges chargés des procès de moindre importance.

## Synthèse
| Magistrature                    | Type                | Mandat  | Désignation                                     | Nombre         | Pouvoirs                                 | Symboles                                   | Assistants                               |
| ------------------------------- | ------------------- | ------- | ----------------------------------------------- | -------------- | ---------------------------------------- | ------------------------------------------ | ---------------------------------------- |
| Consulat                        | Ordinaire           | 1 an    | Élection par les comices centuriates            | 2              | Imperium, auspicia                       | 12 faisceaux, chaise curule, toge prétexte | 12 licteurs, praecones, viatores         |
| Tribunat consulaire             | Ordinaire           | 1 an    |                                                 | 3 à 6          | Imperium inférieur au consulat, auspicia |                                            |                                          |
| Censure                         | Ordinaire           | 18 mois | Élection par les comices centuriates            | 2              | Auspicia, potestas                       | Chaise curule, toge prétexte               | Praecones, scribes, juratores            |
| Dictature                       | Extraordinaire      | 6 mois  | Nomination par les consuls avec accord du Sénat | 1              | Imperium, auspicia                       | Chaise curule, toge prétexte               |                                          |
| Maître de cavalerie             | Extraordinaire      | 6 mois  | Nomination par le dictateur                     | 1              | Imperium, auspicia                       | Chaise curule, toge prétexte               | 6 licteurs                               |
| Préture                         | Ordinaire           | 1 an    | Élection par les comices centuriates            | 2, 4, 6 puis 8 | Imperium, auspicia                       | Chaise curule, toge prétexte               | 2 licteurs, praecones, viatores, scribes |
| Édilité curule                  | Ordinaire           | 1 an    | Élection par les comices tributes               | 2              | Auspicia                                 | Chaise curule, toge prétexte               | Scribes                                  |
| Questure                        | Ordinaire           | 1 an    | Élection par les comices tributes               | 10, 20 puis 40 | Potestas                                 | Sella non curule                           | Scribes                                  |
| Tribunat plébéien               | Assimilée ordinaire | 1 an    | Élection par le concile plébéien                | 10             | Potestas, auxilium, intercessio          | Subsellium                                 | Praecones, scribes, viatores             |
| Édilité plébéienne              | Assimilée ordinaire | 1 an    | Élection par le concile plébéien                | 2              | Potestas                                 | Subsellium                                 | Scribes                                  |
| Interroi                        | Extraordinaire      | 5 jours |                                                 |                | Imperium (?)                             |                                            |                                          |
| Tribunat militaire              | Subalterne          | 1 an    | Élection par les comices tributes               | 24             |                                          |                                            |                                          |
| Triumvirat capital              | Subalterne          | 1 an    | Élection                                        | 4              |                                          |                                            |                                          |
| Triumvirat monétaire            | Subalterne          | 1 an    | Élection par les comices tributes               | 4              |                                          |                                            |                                          |
| Décemvirat stlitibus iudicandis | Subalterne          | 1 an    |                                                 | 10             |                                          |                                            |                                          |
| Préfecture pour Cumes et Capoue | Subalterne          | 1 an    |                                                 | 4              |                                          |                                            |                                          |
| Triumvirat constituant          | Extraordinaire      | 5 ans   |                                                 | 3              | Imperium                                 |                                            |                                          |
| Décemvirat consulaire           | Extraordinaire      | 1 an    |                                                 | 10             | Imperium                                 |                                            |                                          |
| Collège agraire                 | Extraordinaire      | 1 an    |                                                 | 3, 5 ou 10     |                                          |                                            |                                          |